# Суботич, Драгутин
Драгутин Суботич (англ. Dragutin Subotić, серб. Драгутин Суботић; 11 октября 1887 — 10 января 1952) — британский славист сербского происхождения.
Сын православного священника. Окончил Белградский университет (1910), затем изучал германистику в аспирантуре Мюнхенского университета, защитив в 1914 году диссертацию, посвящённую роли писательницы Рахель Фарнгаген в литературном движении «Молодая Германия». Вернувшись в Сербию, короткое время преподавал в лицее в Нише.
С началом Первой мировой войны покинул родину и в 1916 году обосновался в Великобритании, где и провёл всю оставшуюся жизнь. В 1916—1919 гг. работал в Оксфордском университете, курируя студентов из Сербии и преподавая сербский язык; в соавторстве с Н. Форбсом опубликовал учебник по грамматике сербского языка (1918), в 1920 г. напечатал начальное пособие по грамматике английского языка для сербских учащихся.
В 1919—1942 гг. преподавал в Королевском колледже Лондона. Напечатал ряд учебных пособий. Наиболее важный научный труд Суботича — «Югославские народные баллады: их происхождение и развитие» (англ. Yugoslav Popular Ballads: their Origin and Development; 1932). Последние годы жизни провёл в отставке в Харпендене.